# Baiersdorf
Baiersdorf er en by i Landkreis Erlangen-Höchstadt i Regierungsbezirk Mittelfranken i den tyske delstat Bayern

## Geografi
Hovedparten af byen Baiersdorf på en teresse 500 meter fra floden Regnitz, otte km nord for Erlangen og otte km syd for Forchheim, halvejs mellem Nürnberg og Bamberg.

### Inddeling
Der er bydelene Baiersdorf, Hagenau, Igelsdorf ,Wellerstadt og den nye In der Hut.
Nabokommuner er (med uret fra nord):
Forchheim, Poxdorf, Langensendelbach, Bubenreuth, Möhrendorf, Hausen
- 21. Juli 2007 blev Baiersdorf oversvømmet efter et usædvanlig stærkt regnvejr, og 1000 stod under vand, og motorvejen Bundesautobahn 73 måtte spærres for trafik. De samlede skader var på omkring 100 millioner Euro[1].